# البركة (بنغازي)
البركة حي يقع جنوب مركز مدينة بنغازي يحده كل من أحياء الكيش، الرويسات والماجوري. ويعد من أكثر المناطق ازدحاما بالسكان خلال الغزو الإيطالي لليبيا وتوجد بها بقايا تركية قديمة مثل قصر البركة وقصر الباشا إضافة لكتيبة الفضيل بو عمر العسكرية السابقة.